# Dirk Müller (Schauspieler)
Dirk Müller (* 1973) ist ein ehemaliger deutscher Schauspieler, der vor allem durch die Rolle des „Moritz Zack“ im DDR-Kinderfilm Moritz in der Litfaßsäule bekannt wurde.

## Leben
Erste Schauspielerfahrungen sammelte Müller in einer Nebenrolle in der Kinderserie Spuk im Hochhaus, bevor er 1983 in Rolf Losanskys Kinderfilm Moritz in der Litfaßsäule die Hauptrolle spielte. Es folgten weitere Filmrollen. 1997 übernahm er die Synchronstimme einer Marionette der Augsburger Puppenkiste im Fantasy-Kinderfilm Die Story von Monty Spinnerratz. Danach zog sich Müller von der Schauspielerei zurück.

## Filmografie (Auswahl)
- 1983: Moritz in der Litfaßsäule
- 1988: Jonny kommt
- 1992: Jana und Jan
- 1997: Die Story von Monty Spinneratz (Synchronsprecher)